# Birger Magnusson

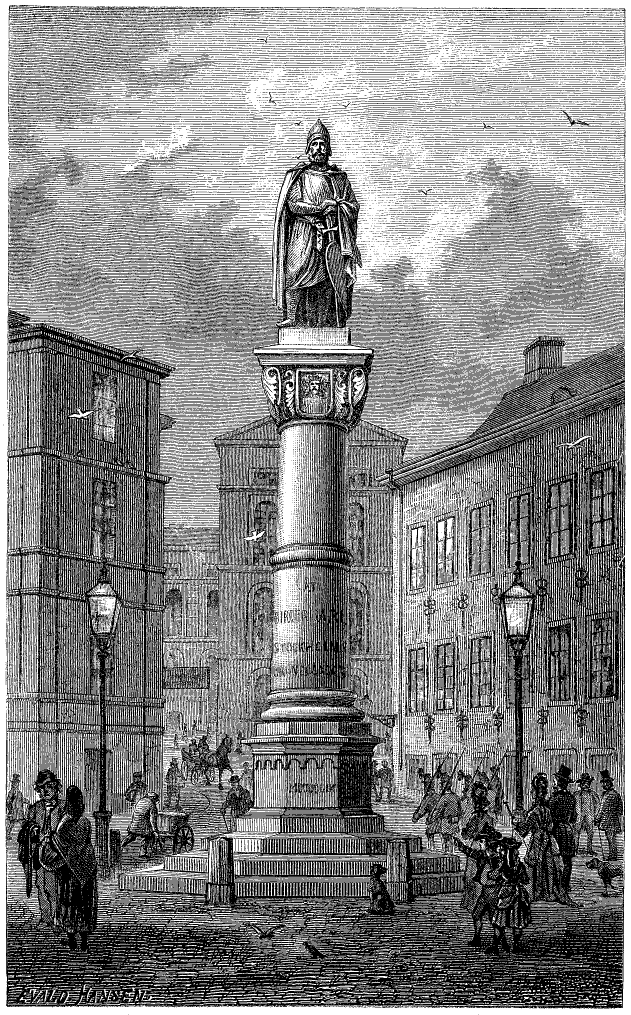
Incisione raffigurante la statua di Birger jarl a Stoccolma scolpita da B.E. Fogelberg.

Birger Magnusson di Bjälbo più conosciuto come Birger jarl dal nome della carica che ricoprì, (Mjölby, 1210 – Jälbolung, 21 ottobre 1266) è stato un politico svedese appartenente all'importante casato di Folkung.

## Biografia
Birger nacque nel villaggio di Bjälbo sito a Mjölby nel 1210 circa (non conosciamo la data esatta) da Magnus Minnesköld (Scudolunato) - anche lui di Bjälbo - e da Ingrid Ylva. Birger, nipote dello Jarl Birger Brosa, nel 1240, organizzò una campagna militare contro Novgorod e fu sconfitto da Aleksandr Nevskij nella Battaglia della Neva. Birger divenne Jarl per mano di re Erik XI nel 1248 e, più tardi, sposò la sorella del sovrano, Ingeborg Eriksdotter.
Prima di Birger la capitale del regno dei Gotar e degli Svear (i primi abitavano Götaland nel sud dell'odierna Svezia, gli altri la parte centrosettentrionale) era posizionata a Nas sul lago Vättern, dopo la lunga lotta tra la fazione degli Erik e degli Sverker per la corona svedese, che portò a numerosi regicidi e instabilità politica, specie per gli interessi danesi - che appoggiavano i rossi Sverker contro i blu Erik - Birger jarl diede compimento all'ascesa al potere dei Folkung, prima alleati degli Erik. 
Al suo insediamento al potere fondò l'odierna Stoccolma, alla confluenza tra il lago Mälaren e il Mar Baltico, così da avere una capitale al centro dei traffici commerciali che da lì si dirigevano verso oriente e verso i siti della lega anseatica e di Lubecca, e vicino al confine tra i domini di influenza Gotar e Svear, le due popolazioni che costituivano l'ossatura della vecchia Svezia. Proprio a Birger jarl la leggenda attribuisce la creazione del nome Sverige (Svezia in svedese) dall'antico Svear Rike, "regno degli Svear", a sottolineare l'importanza di questi ultimi nonostante la chiara origine gotar di Birger.
A lui ed ai suoi avi, seppur in maniera piuttosto fantasiosa, sono dedicati i quattro libri del "romanzo delle crociate", scritti da Jan Guillou.

## Figli

### Madre sconosciuta
- Gregers Birgersson

### Con Ingeborg Eriksdotter
- Rikissa Birgersdotter, nata nel 1238
- Magnus Birgersson, nato nel 1240, re di Svezia 1275.
- Valdemar Birgersson, nato nel 1243, re di Svezia 1250 - 1275.
- Caterina Birgersdotter, nata nel 1245, sposò Sigfrido I di Anhalt-Zerbst
- Ingeborg Birgersdotter, nato nel ca. 1245, morto nel 1302
- Eric Birgersson, nato nel 1250

### Con Mechtild (non certi)
- Bengt Birgersson, nato nel 1254
- Christine Birgersdotter